# Lennart Lemmens
Lennart Lemmens (Heusden-Zolder, 3 november 1996) is een Belgisch acteur, zanger, regisseur en model.

## Carrière
Lemmens is een tijdje het schermgezicht geweest van vtmKzoom en Kadet. Hier had hij zijn eerste eigen programma met Baba Yega. Zijn eerste grote rol was die van Sam Hendrickx in Campus 12, een Vlaamse jeugdserie van Studio 100. Daarvoor had hij verschillende gastrollen, waaronder in Slot Marsepeinstein, Echte Verhalen: De Buurtpolitie VIPS en ROX. Ook speelde hij mee in de Italiaanse langspeelfilm Mineurs (2008) en is hij regisseur van verschillende projecten als reclamefilmpjes, kortfilms en minireeksen. In 2018 speelde hij mee in de musical Dolfje Weerwolfje van productiehuis Event-Team.
Vanaf 2019 neemt hij de rol van Stan Van Damme op zich in Thuis. Voor deze Vlaamse televisieserie regisseerde Lemmens in 2020 een kerstclip. In het jaar 2020 leende Lemmens zijn stem aan de roze poedel/weerwolf in 100% Wolf en speelde hij mee in De Grote Sinterklaasfilm. 
In 2021 richtte Lemmens zijn eigen productiehuis op, genaamd De Klifhangers. Onder dit productiehuis bracht Lemmens een aantal webreeksen en kortfilms uit, waaronder: Wat is de kans? (2022), Please tell me you're fine (2023) en Archeoloog Arthur (2024). 

## Filmografie
| Jaar | Titel                      | Rol            | Notities          |
| ---- | -------------------------- | -------------- | ----------------- |
| 2008 | Mineurs                    | Rogé           |                   |
| 2009 | BACKHOME                   | -              | Kortfilm, regie   |
| 2012 | Bloody Mary                | -              | Regie             |
| 2014 | Het Pakket                 | Steven         |                   |
| 2016 | Dag Vreemde Vrouw          | -              | Kortfilm, regie   |
| 2017 | BabaYega The Movie         | -              | 2e regie-assisent |
| 2018 | De Zon is een Maffe God    | Jan            |                   |
| 2020 | De Grote Sinterklaasfilm   | Olivier        |                   |
| 2020 | 100% Wolf                  | Freddy         | Vlaamse stem      |
| 2020 | Magic Arch                 | Davey          | Vlaamse stem      |
| 2024 | Please tell me you're fine | Festivalganger | Kortfilm, regie   |
| 2024 | Non grata                  | -              | Kortfilm, regie   |

| Jaar      | Titel                                    | Rol            | Notities             |
| --------- | ---------------------------------------- | -------------- | -------------------- |
| 2013      | Showbizzcafé                             | -              | Webserie, regie      |
| 2014      | Echte Verhalen: De Kliniek               | Tom            |                      |
| 2014      | Teen Scenes                              | Gianni         |                      |
| 2014      | ROX                                      | Gustav         |                      |
| 2015      | Slot Marsepeinstein                      | Dramapiet      |                      |
| 2016      | Nachtwacht                               | Jimmy          |                      |
| 2016      | De Kroongetuigen                         | Thierry        |                      |
| 2016      | D7VN                                     | zichzelf       | VTM KIDS             |
| 2017      | The Voice Kids Extra                     | zichzelf       | Presentator, VTMKIDS |
| 2018      | BabaYega Ontdekt                         | zichzelf       | VTMKIDS              |
| 2018-2021 | Campus 12                                | Sam Hendrickx  |                      |
| 2019-...  | Thuis                                    | Stan Van Damme |                      |
| 2019      | Instaverliefd                            | Sid            | Webreeks             |
| 2020      | Wh@evR!                                  | zichzelf       | Webreeks             |
| 2021      | Presto                                   | Vincent        | Vlaamse stem         |
| 2022      | Echte Verhalen: De Buurtpolitie VIPS     | zichzelf       |                      |
| 2023      | 100% Wolf en de Legende van de Maansteen | Freddy         | Vlaamse stem         |
| 2023      | Onderhuids                               | Tinderdate     |                      |
| 2024      | Milo                                     | Jimmy Witthoek | Gastpersonage        |

| Jaar      | Titel                        | Rol           | Notities                                    |
| --------- | ---------------------------- | ------------- | ------------------------------------------- |
| 2017-...  | Out!                         | Roeland       |                                             |
| 2017-2018 | Dolfje Weerwolfje de Musical | Nico/ensemble |                                             |
| 2018      | De Grote Sinterklaasshow     | Sam Hendrickx |                                             |
| 2020-2021 | Ketnet Musical Knock-out     | Sam Hendrickx |                                             |
| 2021      | Droomopa                     | Thomas        |                                             |
| 2022      | Fientje Beulemans            | Isidoor       |                                             |
| 2022      | Moord op de Oriënt Express   | Pierre Michel |                                             |
| 2023      | Frank wordt Francine         | Bram          |                                             |
| 2023      | De Grote Sinterklaasshow     | Pakjespiet    |                                             |
| 2023-...  | De Woordenwolk               | Mil           | Eigen theaterproductie onder De Klifhangers |
| 2025      | De Instagrannie              | Gianni        |                                             |

| Jaar | Titel                                               | Notitie                     |
| ---- | --------------------------------------------------- | --------------------------- |
| 2013 | Fairtrade Wedding                                   | Videoclip                   |
| 2013 | Sing For The Climate                                | Videoclip                   |
| 2015 | Alles Tegelijkertijd                                | Videoclip voor Chapter Blue |
| 2015 | Rijden doe je zo                                    | Reclamespot voor VIER       |
| 2016 | We are your Friends - Frankrijk                     | Captatie filmpremière       |
| 2017 | Mijn Vriendenboek (pilot)                           | Reportage/reisprogramma     |
| 2018 | Samson & Gert Kerstshow - De Checklist              | Minireeks                   |
| 2018 | Nachtwacht: De Poort der Zielen - Behind The Scenes |                             |